# Ayastefanos'daki Rus Abidesinin Yıkılışı

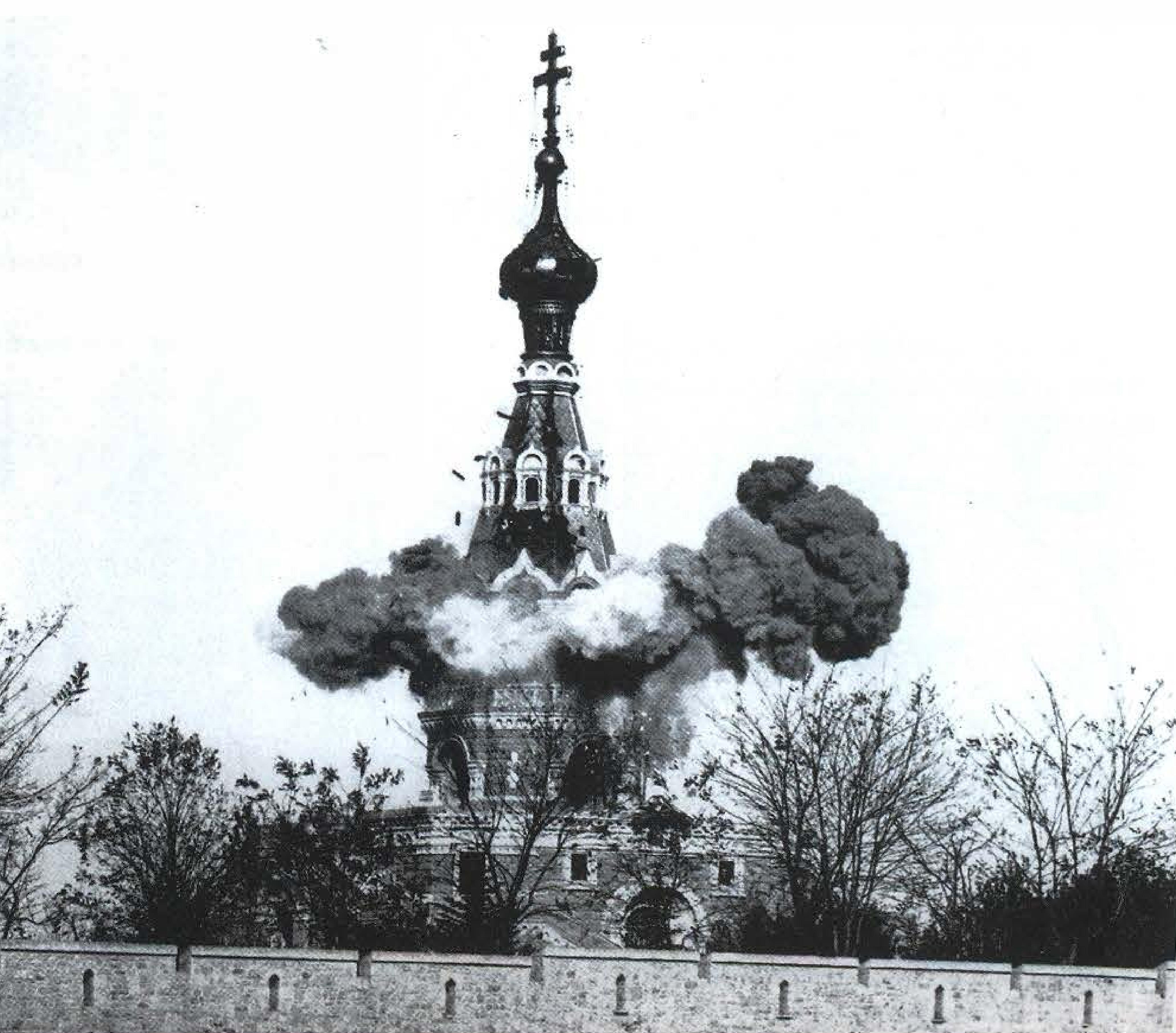
Fotografie der Sprengung des russischen Denkmals in San Stefano am 14. November 1914

Ayastefanos’daki Rus Abidesinin Yıkılışı (deutsch Die Zerstörung des russischen Denkmals in San Stefano) gilt als eine Propaganda-Inszenierung aus der Zeit des Stummfilms. Der Film ist angeblich verschollen.

## Handlung
Der Film zeige die erste Sprengung vor der gänzlichen Zerstörung des orthodoxen Kirchendenkmals in San Stefano (heute Yeşilköy in Bakırköy/Istanbul), das in der Krypta die Gebeine der gefallenen 5.000 russischen Soldaten beherbergte.

## Geschichtlicher Hintergrund
Nach dem Russisch-Osmanischen Krieg von 1878 wurde das Errichten eines Tempelgrabs (Russ. Храм-усыпальница) zum Gedenken an die russischen Soldaten im Frieden von San Stefano festgesetzt und von 1895 bis 1898 erbaut. Mit Eintritt des Osmanischen Reiches in den Ersten Weltkrieg wurde beschlossen, diese Gedenkkirche zu Propagandazwecken zu sprengen und dabei zu filmen.

## Kritische Auseinandersetzung
Wie Evren erörtert, beginnt die Geschichte des Films in der Türkei bereits im Osmanischen Reich mit der 50-sekündlichen Aufnahme des Kameramanns Alexandre Promio am 3. April 1897. Promio, der auch der Kameramann der Brüder Lumière war, filmte auf einem Boot am Goldenen Horn. Das türkische Kino hingegen beginnt laut den Ausführungen von Üsdiken mit der ersten öffentlichen Vorführung von mehreren Kurzfilmen durch Sigmund Weinberg in der Schänke Sponeck Birahanesi im Januar 1897. Neben diesen zeitlichen Fakten ist unter Filmwissenschaftlern auch die Existenz des Films umstritten.

## Dokumentarfilm
Die Filmemacher Hakkı Kurtuluş & Melik Saraçoğlu untersuchen in ihrem Film We Bear Good News for Our Beloved Country, Our Cinema Is Celebrating Its 100th Anniversary! (2015) zum einen, wie wahrscheinlich die Existenz des obengenannten Films ist. Zum anderen gehen sie der Frage nach, selbst wenn dieser Film gedreht worden und dann verschollen wäre, was es bedeuten würde, den Auftakt einer Kunstform in einem Land mit einer Sprengung eines Gebäudes zu beginnen, was sie selbst als barbarisch bezeichnen.